# Глебово-Городище
Гле́бово-Городи́ще — село в Рыбновском районе Рязанской области. В прошлом — летописный древнерусский город Глебов в Рязанском княжестве.

## География
Расположено на реке Вожа вблизи границы с Московской областью, в 19 км к запад-юго-западу от города Рыбное и в 30 км к запад-северо-западу от Рязани. Село состоит из двух разрозненных частей на разных берегах реки, связано автодорогой с селом Пальные (2,5 км к югу, выход к автодороге Серебряные Пруды — Рыбное).

## Глебов в допетровское время
Глебов был основан в 1159 году князем Глебом Ростиславичем на месте более древнего поселения вятичей.
В 1378 году в непосредственной близости от города произошла битва на реке Воже, в которой Дмитрий Донской разгромил золотоордынцев. В честь этой победы Дмитрий Донской заложил в Глебове храм Успения Богородицы (перестроен в 1696 году). В эпоху битвы на Воже Глебов являлся одним из крупнейших населённых пунктов Рязанского княжества и упоминается в летописном «Списке русских городов дальних и ближних».
В XVI—XVII веках Глебов являлся ключевым узлом Вожской засеки, ограждавшей Московскую Русь от набегов казанских и крымских татар. Неоднократные попытки штурма его укреплений заканчивались для татар неудачами. С 1676 года становится селом под названием Глебово-Городище.
Городище древнего Глебова, находящееся на левом берегу Вожи, с северной и западной стороны окружено валом и рвом. Его размеры — 112 на 85 м. Культурный слой содержит славянскую керамику с линейным и волнистым орнаментом. Глебово-Городище входит в Рязанский государственный историко-архитектурный музей-заповедник.
На «Восточном посаде» летописного города Глебов имеются слои эпохи бронзы с фрагментами посуды фатьяновско-балановской культуры (кон. III — нач. II тыс. до н. э., времени первой волны славянской колонизации на Среднюю Оку (IX — нач. X вв.), древнерусского периода (XII—XIV вв.), позднего средневековья (XVI—XVII вв.). В 2018 году археологи нашли детское погребение и свинцовую товарную пломбу «дрогичинского типа» со знаком Рюриковичей.

## История села Глебово-Городище
С XVIII века усадьбой владели дворяне Вердеревские. В конце XVII века — первой четверти XVIII века селом владел стольник П. Г. Вердеревский (ум. 1723). Затем его сын от второй жены И. Ф. Вердеревской, преподаватель математики школы навигаторских наук А. П. Вердеревский (1716—1800) с женой Н. И. Вердеревской. Далее их сын статский советник А. А. Вердеревский (1726-после 1788), женатый на Е. Лихаревой (ум. до 1788). Во второй половине XIX века усадьба принадлежала коллежскому секретарю Г. И. Булыгину (ум. 1874) с женой С. А. Булыгиной, далее до 1917 года их сыну, государственному деятелю, в 1905 году министру внутренних дел, автору проекта закона об учреждении Думы и положения о выборах в неё (т. н. «Булыгинская дума») действительному статскому советнику А. Г. Булыгину (1851—1919), женатому на О. Н. Деляновой (ум. после 1923).
В селе сохранилась и восстанавливается Успенская церковь 1694 года в стиле нарышкинского барокко, построенная П. Г. Вердеревским вместо прежней деревянной. Сохранились старинные надгробия рядом с церковью. Под храмом был устроен утраченный ныне фамильный склеп Булыгиных.
В селе регулярно проводится фестиваль «Битва на Воже» в память об историческом сражении. В 2001 году на месте битвы был установлен поклонный крест. В 2003 году недалеко от Успенской церкви был сооружён памятник в честь 625-летия победы русского оружия.

## Население
| 1859 | 1906 | 2010 |
| ---- | ---- | ---- |
| 245  | ↗523 | ↘62  |